# Cyclophyllum jasminifolium
Cyclophyllum jasminifolium är en måreväxtart som beskrevs av André Guillaumin och Mckee. Cyclophyllum jasminifolium ingår i släktet Cyclophyllum och familjen måreväxter.
Artens utbredningsområde är Nya Kaledonien. Inga underarter finns listade i Catalogue of Life.